# Лососіна-Дольна
Лососіна-Дольна (пол. Łososina Dolna) — село в Польщі, у гміні Лососіна-Дольна Новосондецького повіту Малопольського воєводства.
Населення — 1514 осіб (2011).

## Демографія
Демографічна структура станом на 31 березня 2011 року:
|          | Загалом | Допрацездатний вік | Працездатний вік | Постпрацездатний вік |
| -------- | ------- | ------------------ | ---------------- | -------------------- |
| Чоловіки | 749     | 228                | 457              | 64                   |
| Жінки    | 765     | 218                | 424              | 123                  |
| Разом    | 1514    | 446                | 881              | 187                  |